# Guldstøvsdaggekko
Guldstøvsdaggekko (Phelsuma laticauda) er en dagaktiv gekkoart i slægten daggekkoer. Den lever i det nordlige Madagascar og på Comorerne. Den er også blevet introduceret Hawaii-øerne og andre stillehavsøer. Den bor typisk i forskellige træer og huse. Guldstøvsdaggekko lever af insekter og nektar.
En underart er blevet anerkendt: Phelsuma laticauda angularis.

## Beskrivelse
Guldstøvsdaggekkoen bliver 10-13 cm. lang. Kropsfarven er lysegrøn eller gullig eller sjældnere blå. Denne gekko har typisk gule pletter på nakken og ryggen. Der er tre rustfarvede tværgående brede streger på snuden og hovedet; den øvre del af huden omkring øjnene er blå. På den nedre del af ryggen er der tre langsgående røde brede streger. Halen er lidt flad. Undersiden er hvidlig.

## Hannen
Denne arts hanner er ret aggressive. De accepterer ikke andre hanner i deres territorium. I fangenskab, hvor hunnen ikke kan undslippe, kan hannerne også skade en hun. I sådanne tilfælde skal hannen og hunnen separeres.

## Galleri
- P. l. laticauda slikkende nektar fra en Strelitzia-blomst.
- Guldstøvsdaggekkoen der spiser et babyfirben